# Heudicourt-sous-les-Côtes
Heudicourt-sous-les-Côtes és un municipi francès situat al departament del Mosa i a la regió del Gran Est. L'any 2007 tenia 186 habitants.

## Demografia

### Població
El 2007 la població de fet de Heudicourt-sous-les-Côtes era de 186 persones. Hi havia 76 famílies, de les quals 24 eren unipersonals (8 homes vivint sols i 16 dones vivint soles), 16 parelles sense fills, 32 parelles amb fills i 4 famílies monoparentals amb fills.
La població ha evolucionat segons el següent gràfic:
Habitants censats

### Habitatges
El 2007 hi havia 151 habitatges, 78 eren l'habitatge principal de la família, 62 eren segones residències i 11 estaven desocupats. 138 eren cases i 13 eren apartaments. Dels 78 habitatges principals, 57 estaven ocupats pels seus propietaris, 14 estaven llogats i ocupats pels llogaters i 7 estaven cedits a títol gratuït; 4 tenien dues cambres, 9 en tenien tres, 15 en tenien quatre i 50 en tenien cinc o més. 56 habitatges disposaven pel capbaix d'una plaça de pàrquing. A 33 habitatges hi havia un automòbil i a 37 n'hi havia dos o més.

### Piràmide de població
La piràmide de població per edats i sexe el 2009 era:
| Homes | Edats   | Dones |
| ----- | ------- | ----- |
| 0     | 95 o +  | 0     |
| 4     | 90 a 94 | 4     |
| 0     | 85 a 89 | 0     |
| 0     | 80 a 84 | 0     |
| 12    | 75 a 79 | 4     |
| 4     | 70 a 74 | 8     |
| 4     | 65 a 69 | 0     |
| 4     | 60 a 64 | 8     |
| 0     | 55 a 59 | 4     |
| 0     | 50 a 54 | 4     |
| 8     | 45 a 49 | 0     |
| 12    | 40 a 44 | 0     |
| 8     | 35 a 39 | 8     |
| 8     | 30 a 34 | 16    |
| 0     | 25 a 29 | 0     |
| 12    | 20 a 24 | 4     |
| 8     | 15 a 19 | 0     |
| 4     | 10 a 14 | 8     |
| 16    | 5 a 9   | 12    |
| 4     | 0 a 4   | 4     |

## Economia
El 2007 la població en edat de treballar era de 107 persones, 86 eren actives i 21 eren inactives. De les 86 persones actives 78 estaven ocupades (44 homes i 34 dones) i 8 estaven aturades (3 homes i 5 dones). De les 21 persones inactives 7 estaven jubilades, 9 estaven estudiant i 5 estaven classificades com a «altres inactius».

### Ingressos
El 2009 a Heudicourt-sous-les-Côtes hi havia 84 unitats fiscals que integraven 192 persones, la mediana anual d'ingressos fiscals per persona era de 16.743 €.

### Activitats econòmiques
Dels 10 establiments que hi havia el 2007, 1 era d'una empresa extractiva, 1 d'una empresa de construcció, 4 d'empreses de comerç i reparació d'automòbils, 2 d'empreses d'hostatgeria i restauració, 1 d'una empresa financera i 1 d'una empresa classificada com a «altres activitats de serveis».
L'únic servei als particulars que hi havia el 2009 era una fusteria.
L'any 2000 a Heudicourt-sous-les-Côtes hi havia 17 explotacions agrícoles que ocupaven un total de 603 hectàrees.

## Poblacions més properes
El següent diagrama mostra les poblacions més properes.